# Omotesandō (métro de Tokyo)
Omotesandō (表参道駅, Omotesandō-eki) est une station du métro de Tokyo sur les lignes Ginza, Chiyoda et Hanzōmon dans l'arrondissement de Minato à Tokyo. Elle est exploitée par le Tokyo Metro.

## Situation sur le réseau
La station Omotesandō est située au point kilométrique (PK) 1,3 de la ligne Ginza, au PK 3,1 de la ligne Chiyoda et au PK 1,3 de la ligne Hanzōmon.

## Histoire
La station a été inaugurée le 18 novembre 1938 sous le nom d'Aoyama-rokuchōme (青山六丁目駅). Elle était alors le terminus de la compagnie Tokyo Rapid Railway, à l'origine de la future ligne Ginza. Après l'interconnexion en 1939 avec le Tokyo Underground Railway, la station est renommée Jingūmae (神宮前駅).
La station Omotesandō de la ligne Chiyoda ouvrit le 20 octobre 1972, à environ 180 mètres de la station Jingūmae. En 1977, cette dernière est rapprochée pour permettre l'arrivée de la ligne Hanzōmon le 1er août 1978. L'ensemble prit alors le nom de station Omotesandō.

## Services aux voyageurs

### Accès et accueil
La station se répartit en 3 niveaux : les quais des lignes Ginza et Hanzōmon se trouvent au premier sous-sol (B1) et ceux de la ligne Chiyoda au troisième sous-sol (B3). Entre les 2 se trouve la salle d'échange avec guichets (B2).
En moyenne, 174 394 voyageurs ont fréquenté quotidiennement la station en 2015.

### Desserte
- Ligne Chiyoda :
  - voie 1 : direction Yoyogi-Uehara (interconnexion avec la ligne Odakyū Odawara pour Hon-Atsugi et Isehara)
  - voie 2 : direction Ayase (interconnexion avec la ligne Jōban pour Toride)
- Ligne Hanzōmon :
  - voie 3 : direction Shibuya (interconnexion avec la ligne Tōkyū Den-en-toshi pour Chūō-Rinkan)
  - voie 6 : direction Oshiage (interconnexion avec la ligne Tōbu Skytree pour Kuki et Minami-Kurihashi)
- Ligne Ginza :
  - voie 4 : direction Shibuya
  - voie 5 : direction Asakusa

Installations de la station
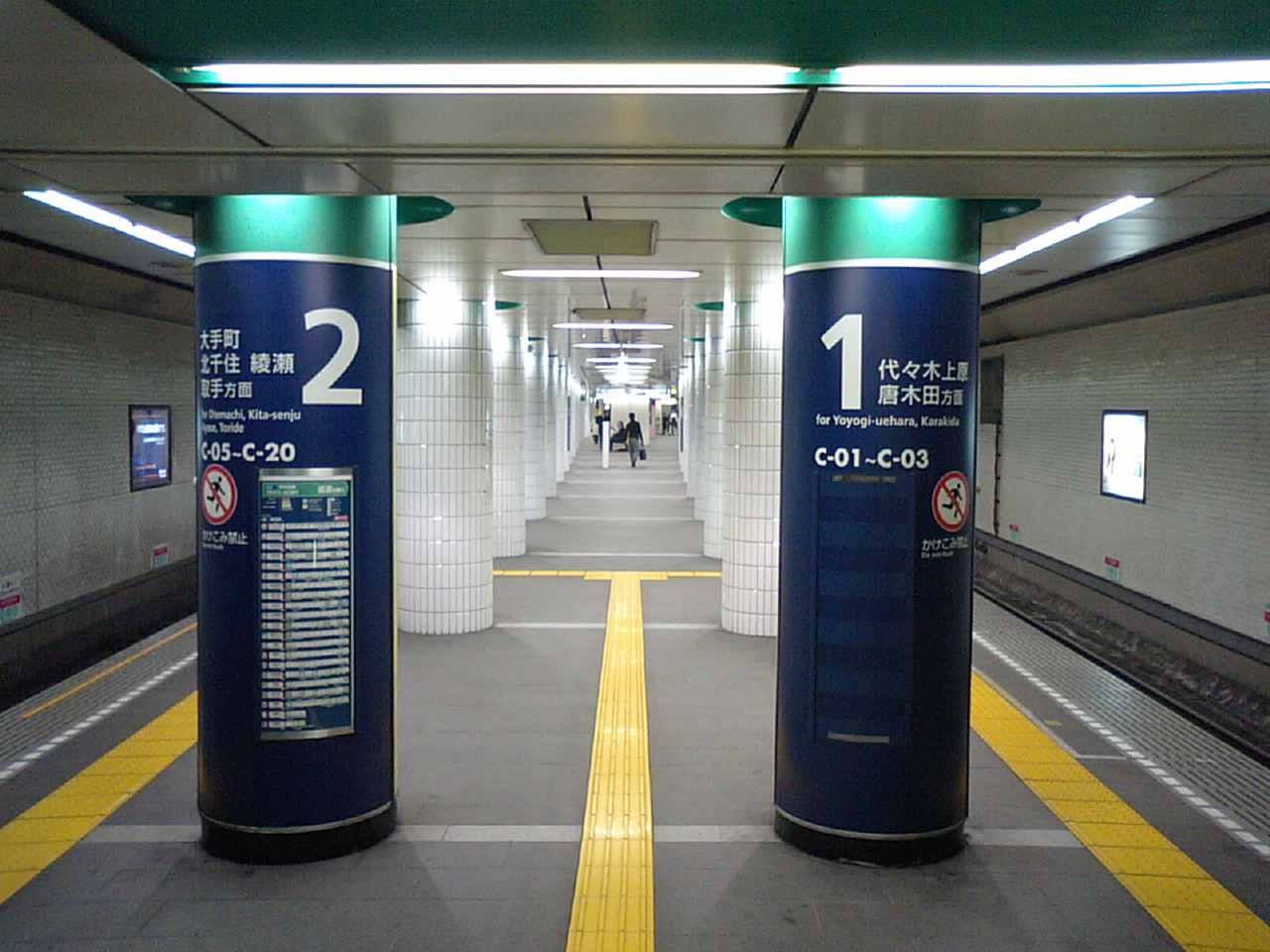
Quai de la ligne Chiyoda
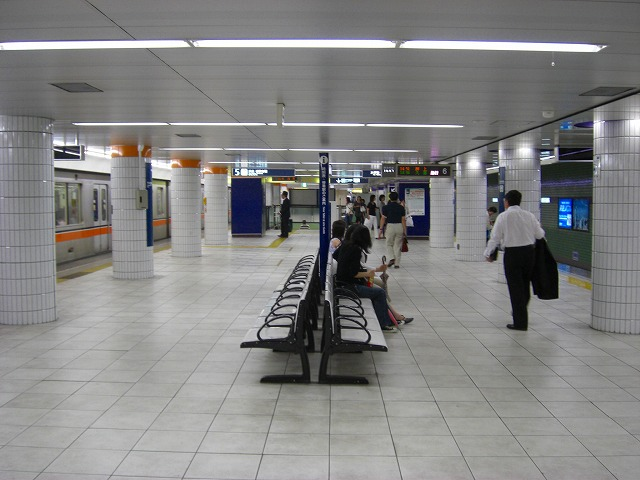
Quai des lignes Ginza et Hanzōmon

## À proximité
- Omotesandō